# جدين
جدين هي إحدى البلديات في بلجيكا وتقع في منطقة والون في مقاطعة نامور.

## أعلام
- جيجي